# Chaplin paa Nattesjov
Chaplin paa Nattesjov er en amerikansk stumfilm fra 1914 af Charlie Chaplin.

## Medvirkende
- Charles Chaplin.
- Roscoe Arbuckle.
- Phyllis Allen.
- Minta Durfee.
- Al St. John.